# Ống tiêu hóa
Ống tiêu hóa (đường tiêu hóa, đường ruột) là hệ thống nội tạng ở người và các động vật khác làm chức năng nhận thức ăn, tiêu hóa nó để chiết xuất và hấp thụ năng lượng và chất dinh dưỡng, và thải bỏ lượng chất thải còn lại dưới dạng phân. Miệng, thực quản, dạ dày và ruột là một phần của đường tiêu hóa. Tiêu hóa là một ý nghĩa tính từ hoặc liên quan đến dạ dày và ruột. Một ống/đường là một tập hợp các cấu trúc giải phẫu liên quan hoặc một loạt các bộ phận cơ thể được kết nối.
Tất cả động vật lưỡng cư đều có ống tiêu hóa, còn được gọi là ruột hoặc đường tiêu hóa. Đây là một ống chuyển thức ăn đến các cơ quan tiêu hóa. Ở những động vật lưỡng cư lớn, đường tiêu hóa nói chung cũng có lối ra, hậu môn, do đó động vật thải ra phân (chất thải rắn). Một số động vật lưỡng cư nhỏ không có hậu môn và thải bỏ chất thải rắn bằng các phương tiện khác (ví dụ, qua miệng). Đường tiêu hóa của con người bao gồm thực quản, dạ dày và ruột, và được chia thành các ống tiêu hóa trên và ống tiêu hóa dưới. Đường ống tiêu hóa bao gồm tất cả các cấu trúc giữa miệng và hậu môn, tạo thành một lối đi liên tục bao gồm các cơ quan tiêu hóa chính, cụ thể là dạ dày, ruột non và ruột già. Tuy nhiên, hệ thống tiêu hóa hoàn chỉnh của con người được tạo thành từ đường tiêu hóa cộng với các cơ quan phụ trợ tiêu hóa (lưỡi, tuyến nước bọt, tuyến tụy, gan và túi mật). Đường này cũng có thể được chia thành tiền cảnh, giữa ruột và hindgut, phản ánh nguồn gốc phôi của mỗi phân đoạn. Toàn bộ đường tiêu hóa của con người dài khoảng chín mét (30 feet) khi khám nghiệm tử thi. Nó ngắn hơn đáng kể trong cơ thể sống bởi vì ruột, là những ống mô cơ trơn, duy trì co bóp liên tục ở trạng thái nửa chừng nhưng có thể thư giãn tại các điểm để cho phép sự phân bố cục bộ và nhu động ruột.